# Општина Бакау (Бакау)
Бакау (рум. Bacãu) општина је у Румунији у округу Бакау.
Oпштина се налази на надморској висини од 168 m.

## Становништво

### Попис2002.
| Расподела становништва по националности 2002.‍ | Расподела становништва по националности 2002.‍ | Расподела становништва по националности 2002.‍ | Расподела становништва по националности 2002.‍ | Расподела становништва по националности 2002.‍ |
| --------------------------------------------- | --------------------------------------------- | --------------------------------------------- | --------------------------------------------- | --------------------------------------------- |
|                                               |                                               |                                               |                                               |                                               |
| Румуни                                        | Румуни                                        |                                               | 173.041                                       | 98,6%                                         |
| Мађари                                        | Мађари                                        |                                               | 191                                           | 0,1%                                          |
| Роми                                          | Роми                                          |                                               | 1.605                                         | 0,9%                                          |
| Украјинци                                     | Украјинци                                     |                                               | 19                                            | 0,0%                                          |
| Немци                                         | Немци                                         |                                               | 83                                            | 0,0%                                          |
| Руси                                          | Руси                                          |                                               | 39                                            | 0,0%                                          |
| Турци                                         | Турци                                         |                                               | 30                                            | 0,0%                                          |
| Татари                                        | Татари                                        |                                               | 4                                             | 0,0%                                          |
| Срби                                          | Срби                                          |                                               | 4                                             | 0,0%                                          |
| Бугари                                        | Бугари                                        |                                               | 10                                            | 0,0%                                          |
| Грци                                          | Грци                                          |                                               | 14                                            | 0,0%                                          |
| Јевреји                                       | Јевреји                                       |                                               | 118                                           | 0,1%                                          |
| Пољаци                                        | Пољаци                                        |                                               | 13                                            | 0,0%                                          |
| Италијани                                     | Италијани                                     |                                               | 52                                            | 0,0%                                          |
| Јермени                                       | Јермени                                       |                                               | 37                                            | 0,0%                                          |
| Чанго                                         | Чанго                                         |                                               | 80                                            | 0,0%                                          |
| други                                         | други                                         |                                               | 75                                            | 0,0%                                          |
| неизјашњени                                   | неизјашњени                                   |                                               | 83                                            | 0,0%                                          |

### Хронологија
| Година       | 1992   | 1993   | 1994   | 1995   | 1996   | 1997   | 1998   | 1999   | 2000   | 2001   | 2002   | 2003   | 2004   | 2005   | 2006   | 2007   | 2008   | 2009   | 2010   | 2011   | 2012   | 2013   | 2014   | 2015   | 2016   | 2017   |
| ------------ | ------ | ------ | ------ | ------ | ------ | ------ | ------ | ------ | ------ | ------ | ------ | ------ | ------ | ------ | ------ | ------ | ------ | ------ | ------ | ------ | ------ | ------ | ------ | ------ | ------ | ------ |
| Становништво | 199847 | 202013 | 203800 | 205093 | 205567 | 206153 | 206321 | 206513 | 205850 | 205588 | 205258 | 204159 | 202825 | 201911 | 201288 | 200172 | 198719 | 198258 | 197660 | 196248 | 195362 | 195022 | 195509 | 196962 | 197075 | 197314 |